# Franklin Lakes
Franklin Lakes é um distrito localizado no estado americano de Nova Jérsei, no Condado de Bergen.

## Demografia
Segundo o censo americano de 2000, a sua população era de 10.422 habitantes.
Em 2006, foi estimada uma população de 11.340, um aumento de 918 (8.8%).

## Geografia
De acordo com o United States Census Bureau tem uma área de
25,5 km², dos quais 24,5 km² cobertos por terra e 1,0 km² cobertos por água.

## Localidades na vizinhança
O diagrama seguinte representa as localidades num raio de 8 km ao redor de Franklin Lakes.